# Wilkie (Saskatchewan)
Wilkie est un bourg canadien du centre-ouest de la province de la Saskatchewan. Il compte 1195 habitants.

## Géographie
À vol d'oiseau, Wilkie se situe à 140 km à l'ouest de Saskatoon, de 45 km au sud-ouest de Battleford et de 90 km de la frontière de l'Alberta. Le bourg est établi à 662 m d'altitude. Sa superficie est de 9,22 km2. La ville est à la jonction des routes provinciales 29 (en direction de North Battleford au nord) et 14 qui rallie la frontière Albertaine à l'ouest par Unity et Saskatoon à l'est, par Biggar. C'est aussi un nœud ferroviaire entre Saskatoon et Edmonton. Le territoire municipal est enclavé entre les territoires des municipalités rurales de Buffalo n° 409 au nord et de Reford n° 379 au sud,. Du point de vue hydrographique, Wilkie se situe sur le bassin versant de la rivière Eagle, un affluent de la rive sud de la Saskatchewan-Nord.
Wilkie est un petit centre commercial et de service régional.

## Histoire
La colonisation agricole de la région débute en 1905, et la construction du bourg de Wilkie commence en 1907. Dès 1910 Wilkie est érigée en ville. La population dépasse les 1600 habitants dans les années 1950 avant de décroitre.

## Démographie
Au recensement de 2021, la municipalité urbaine de Wilkie atteint 1195 habitants sur 9,22 km2 tandis que la municipalité rurale de Buffalo en compte 420 sur 1 204,97 km2 et celle de Reford 222, sur 695,85 km2.
| 1971  | 1976  | 1981  | 1986  | 1991  |
| ----- | ----- | ----- | ----- | ----- |
| 1 642 | 1 604 | 1 501 | 1 526 | 1 401 |

| 1996  | 2001  | 2006  | 2011  | 2016  |
| ----- | ----- | ----- | ----- | ----- |
| 1 364 | 1 282 | 1 222 | 1 301 | 1 219 |

| 2021  | - | - | - | - |
| ----- | - | - | - | - |
| 1 195 | - | - | - | - |